# Genoneopsylla longisetosa
Genoneopsylla longisetosa är en loppart som beskrevs av Wu Houyoung, Wu Wenching et Liu Lienchu 1980. Genoneopsylla longisetosa ingår i släktet Genoneopsylla och familjen mullvadsloppor. Inga underarter finns listade i Catalogue of Life.